# منگوانه
منگوانه (به انگلیسی: Mangoana) یک روستا در پاکستان است که در پنجاب واقع شده‌است.